# Mundo de juguete
Mundo de juguete es una telenovela mexicana que se transmitió a mediados de la década de los 70 (del 4 de noviembre de 1974 al 24 de febrero de 1977), con una duración de dos años y tres meses, producida por Valentín Pimstein para Televisa, y adaptada por Luis Reyes de la Maza a partir de la telenovela argentina Papá corazón (1973), escrita por Abel Santa Cruz. 
Protagonizada por Ricardo Blume e Irma Lozano y la actuación protagónica infantil de Graciela Mauri, la participación antagónica de Cristina Rubiales y además de las actuaciones estelares de Irán Eory, Enrique Rocha y las primeras  actrices Sara García, Gloria Marín y Evita Muñoz "Chachita".
Se convirtió en la primera telenovela de larga duración de México, al difundirse entre 1974 y 1977. Se retransmitió el lunes 16 de febrero de 1981 a las 6:30 de la tarde por XEW-TV canal 2 México. En el año 2000 se realizó un remake titulado Carita de ángel (2000), bajo la producción de Nicandro Díaz. A Mundo de juguete le siguió la telenovela Yo no pedí vivir.

## Sinopsis
Cristina es una pequeña niña que asiste a un colegio de monjas, y en el jardín del colegio crea un mundo de fantasía, un mundo de juguete. 
Cristina es huérfana de mamá, sólo tiene a su padre Mariano, pero también tiene el cariño de su inseparable tía Mercedes y el de su tío Leopoldo.
En la parte trasera del colegio conoce, en una pequeña casita escondida (que al final resultó producto de su imaginación) a la imaginaria Nana Tomasita, quien la mima y le da buenos consejos, a la hermana Carmela y también a la hermana Rosario, una linda muchacha que le brinda a su apoyo y cariño.
En esta historia, Cristina se ve envuelta en una serie de travesuras y trucos infantiles para conseguir que su padre Mariano y la hermana Rosario se enamoren y terminen juntos, para finalmente lograr su objetivo y conseguir que ambos se casen y le den una verdadera familia.

## Reparto
- Graciela Mauri ... Cristina Salinas Miranda
- Ricardo Blume ... Mariano Salinas Alcántara
- Irma Lozano ... Hermana Rosario Fonseca
- Irán Eory ... Tía Mercedes Salinas Ruiz de Balboa
- Enrique Rocha ... Tío Leopoldo 'Polo' Balboa
- Sara García ... Nana Tomasita Vda de Miranda
- Evita Muñoz «Chachita» ... Hermana Carmela Guzmán / Tía Bladimira
- José Carlos Ruiz ... Mateo
- Gloria Marín ... Madre Superiora
- Xavier Marc ... Padre Benito Salinas Alcántara
- Maricarmen Martínez ... Julieta
- Manolo Calvo ... Fermín Robles
- Cristina Rubiales ... Patricia Azuara
- Eduardo Alcaraz ... Pedro
- Carlos Argüelles ... Ramiro "Rabel"
- Armando Arriola ... Pablo
- Alejandro Aura ... Agapito
- Luis Bayardo ... Eduardo
- Augusto Benedico ... Rafael Ocampo
- Fernando Borges ... Gerardo
- Antonio Brillas ... Salvador
- Ana María Canseco
- Ricardo Cortés
- Pedro Damián
- Leonardo Daniel ... Aldo
- María Antonieta de las Nieves
- Alma Delfina
- Elizabeth Dupeyrón ... Silvia
- Karina Duprez ... Matilde
- Juan Antonio Edwards ... Ernesto
- Alma Ferrari ... Alma
- Patty Tanús ... Gloria
- Miguel Gómez Checa ... Capitán que arresta a Mateo
- Teresa Grobois ... Maria
- Lili Inclán
- Miguel Maciá ... Señor Diego Manterola
- Julia Marichal ... Caridad
- Justo Martínez González ... Don Salvador
- Ana Bertha Lepe [2]
- Polo Ortín ... Capitán Hurtado
- July Furlong ... Mónica
- Patricia Luke ... Santa
- Jorge Ortiz de Pinedo ... Julio
- Andrea Palma ... Sra. María Luisa Sartinari viuda de Duarte
- Miguel Palmer ... Ignacio
- Silvia Pasquel ... Elvira
- Juan Peláez ... Braulio
- Cristina Peñalver ... Ana Bertha
- Fefi Mauri ... Remedios
- Leticia Perdigón ... Irma
- Cecilia Pezet ... Matilde
- Marilyn Pupo ... Josefina
- Lola Tinoco ... Socorro
- Mauricio Herrera ... Ringo
- Armando Alcocer ... Raúl
- Sandy García ... Genoveva
- Carmen Cortés ... Natalia
- Ivonne Gobea ... Mimí
- Sergio Ramos
- Azucena Rodríguez
- Gustavo Rojo ... Carlos
- Cuco Sánchez
- Eva Calvo
- Angelines Santana - Ganadora del concurso para interpretar a Cristina Salinas
- Manolita Saval  ... Virginia
- Abraham Stavans  ... Anselmo
- Rosa Gloria Chagoyan  ... Hilda
- Maria Sorte
- Daniel "Chino" Herrera ... José
- Patricia Dávalos ... Carol
- Édgar Vivar
- Florinda Meza
- Laura Zapata
- Mauricio Macías
- Eric del Castillo
- Alejandra Meyer ... Rosa
- Maribel Fernández ... Secretaria
- Antuá Terrazas ... Mauricio, hijo del dueño de la tienda de animales

## Versiones
| Año       | País            | Cadena                            | Nombre             |
| --------- | --------------- | --------------------------------- | ------------------ |
| 1973      | Argentina, Perú | Canal 13, Panamericana Televisión | Papá corazón       |
| 1976      | Brasil          | TV Tupi                           | "Papai Coração"    |
| 1986      | Argentina       | TBA                               | "Mundo de Juguete" |
| 2000-2001 | México          | Las Estrellas                     | "Carita de ángel"  |
| 2008      | Paraguay        | Telefuturo                        | "Papá del corazón" |
| 2016      | Brasil          | SBT                               | "Carinha de Anjo"  |

## Sobre el elenco
- La actriz infantil Angelines Santana fue la ganadora del concurso para el papel protagónico, sin embargo, gente cercana a la producción de la telenovela había arreglado colocar a Graciela Mauri en dicho papel por lo que la madre de Angelines, la primera actriz Ángeles Bravo, recibió amenazas para que no dejara hacer el papel a su hija.[3]